# Augisey
Augisey település Franciaországban, Jura megyében. Lakosainak száma 187 fő (2022. január 1.). Augisey La Chailleuse, Cressia, Rosay, Rotalier és Rothonay községekkel határos.

## Népesség
A település népességének változása:
| Lakosok száma | 212  | 195  | 186  | 187  | 215  | 217  | 201  | 191  | 188  | 187  |
|               | 1968 | 1982 | 1990 | 2006 | 2013 | 2015 | 2017 | 2019 | 2020 | 2022 |